# Eberhard Friese
Eberhard Friese (geboren 30. April 1940 in Schmiedeberg, Provinz Niederschlesien; gestorben 16. April 2004 in Nordhausen) war ein deutscher Japanologe und Siebold-Experte.

## Leben und Werk
Eberhard Friese wurde 1946 aus seiner schlesischen Heimat vertrieben. Die Familie ließ sich schließlich in Staufenberg in Hessen nieder. Friese studierte in Marburg, Hamburg, Berlin und Bochum Germanistik, Geschichte, Publizistik sowie Japanologie und Sinologie. In Bochum erwarb er den Magistergrad mit einer Arbeit über die Otogizōshi. 1970 wurde er Leiter der Japanischen Bibliothek am Institut für Ostasienwissenschaften der Universität Bochum und blieb das auch bis zum Eintritt in den Ruhestand im Jahr 2000.
1970 erhielt die Bochumer Bibliothek von der „Westdeutschen Bibliothek“ in Marburg eine Reihe von Materialien des Japanforschers Philipp Franz von Siebold, die aus dem ehemaligen Japaninstitut Berlin stammten. Die Beschäftigung mit diesen Materialien führte zur Doktorarbeit über Siebold als einen frühen Ostasienwissenschaftler (1982). Friese beschäftigte sich dann auch mit den Söhnen Siebolds, Alexander und Heinrich von Siebold. Friese ist weiter eine kommentierte Neuausgabe des Reiseberichts des schwedischen Botanikers und Forschers Karl Peter Thunberg (1734–1828) zu verdanken.
Mit Hartmut Walravens arbeitete er zusammen an dessen Ausstellung zu Fritz Rumpf: „Du verstehst unsere Herzen gut. Fritz Rumpf (1888-1949) im Spannungsfeld der deutsch-japanischen Kulturbeziehungen.“ (1989). Mit der Kunsthistorikerin Setsuko Kuwabara arbeitete er zusammen an einer Faksimile-Ausgabe der graphischen Mappe „Aus Japan“ (ISBN 4-8419-0156-6) von Emil Orlik, die auf dessen Japanreise (1900–1901) entstanden sind. Auch die Neuauflage der beiden Bücher „95 Köpfe von Orlik“ sowie „Neue 95 Köpfe von Orlik“ mit Vorworten zu „Emil Orlik, ein Porträtist des geistigen Berlin“ und biographischen Notizen „Buch der Freundschaft und Spiegel der Zeit: Orliks Köpfesammlung“ gaben Friese und Kuwabara 1998 heraus (Gebr. Mann Verlag, Berlin, ISBN 3-7861-2272-5).
Nach Eintritt in den Ruhestand bis zu seinem frühen Tode beschäftigte sich Friese weniger mit Japan, mehr mit der Geschichte seiner früheren Heimat.

## Schriften (Auswahl)
- Philipp Franz von Siebold als früher Exponent der Ostasienwissenschaften. In: Berliner Beiträge zur sozial- und wirtschaftswissenschaftlichen Japan-Forschung. Bd. 15. Bochum 1983, ISBN 3-88339-315-0.
- Weltkultur und Widerstand. Wilhelm Solf 50 Jahre †. Bonn 1986.
- Das Japaninstitut in Berlin (1926–1945), Nachrichten der OAG 139-142 (1988).
- Kurt Meißner, Neue Deutsche Biographie, Band 16 von 1990,
- Karl Peter Thunberg: Reise durch einen Theil von Europa, Afrika und Asien, hauptsächlich in Japan, in den Jahren 1770–1779. Berlin, Haude und Spener, 1794. (Nachdruck, herausgegeben und eingeleitet von Eberhard Friese. Manutius Verlag, Heidelberg 1990, ISBN 3-925678-15-8)
- „120 Jahre OAG – Eine Gesellschaft macht Wissenschaftsgeschichte“, in: Lutz Walter (Hrsg.), Japan mit den Augen des Westens gesehen. Gedruckte europäische Landkarten vom frühen 16. bis zum 19. Jahrhundert. München / N.Y., 1994, S. 9–11.